# Frattura di Monteggia

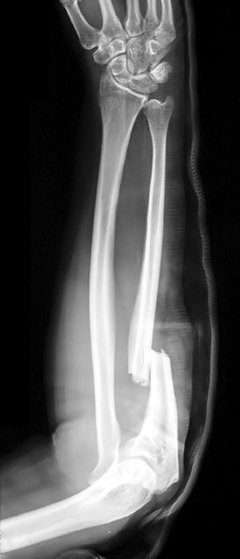

La frattura del Monteggia, dal nome di Giovanni Battista Monteggia (1762-1815), il primo che la descrisse, è l'associazione di una frattura del III prossimale dell'ulna con una dislocazione anteriore della testa radiale.

## Caratteristiche
Il meccanismo è frequentemente una caduta sulla mano con l'avambraccio in posizione di pronazione forzata, al cadere il corpo ruota facendo perno sulla mano appoggiata al suolo, in questo modo il radio si sublussa urtando contro il terzo prossimale dell'ulna fratturandola. In alcune occasioni si può semplicemente lussare il radio senza che l'ulna si fratturi.
Questo tipo di fratture costituiscono approssimativamente il 5% di tutte le fratture di braccio e avambraccio.

## Classificazione
José Luis Bado (1903–1977) classificò tale frattura in quattro tipi:
- I tipo: frattura del III medio o III prossimale dell'ulna con dislocazione anteriore della testa radiale (65%);
- II tipo, detto anche "reversed Monteggia": frattura del III medio o prossimale dell'ulna e dislocazione posteriore della testa radiale (18%);
- III tipo: frattura dell'ulna distalmente alla coronoide e dislocazione laterale della testa radiale (16%);
- IV tipo: frattura del III prossimale o del III medio dell'ulna con dislocazione anteriore della testa radiale e frattura del terzo prossimale del radio (casi rari).